# Comuna de Osie
Osie (polaco: Gmina Osie) é uma gminy (comuna) na Polónia, na voivodia de Cujávia-Pomerânia e no condado de Świecki. A sede do condado é a cidade de Osie.
De acordo com os censos de 2007, a comuna tem 5310 habitantes, com uma densidade 25,3 hab/km².

## Área
Estende-se por uma área de 209,61 km², incluindo:
- área agricola: 21%
- área florestal: 69%

## Demografia
Dados de 30 de Junho 2007:
|                      | Total   | Total | Mulheres | Mulheres | Homens  | Homens |
| -------------------- | ------- | ----- | -------- | -------- | ------- | ------ |
|                      | pessoas | %     | pessoas  | %        | pessoas | %      |
| População            | 5310    | 100   | 2686     | 50,6     | 2624    | 49,4   |
| Densidade (pop./km²) | 25,3    | 100   | 12,8     | 12,8     | 12,5    | 12,5   |

De acordo com dados de 2005, o rendimento médio per capita ascendia a 2313,18 zł.

## Subdivisões
- Brzeziny, Jaszcz, Łążek, Miedzno, Osie, Pruskie, Radańska, Stara Rzeka, Tleń, Wałkowiska, Wierzchy.

## Comunas vizinhas
- Cekcyn, Drzycim, Jeżewo, Lniano, Osiek, Śliwice, Warlubie